# Religioni in Canada
Il cristianesimo è la religione più diffusa in Canada. Secondo il censimento del 2011, i cristiani sono oltre il 67% della popolazione e sono in maggioranza cattolici; il 9% circa della popolazione segue altre religioni e il 24% circa della popolazione non segue alcuna religione. Stime del Pew Research Center riferite al 2010 danno risultati analoghi, stimando i cristiani al 69%, coloro che seguono altre religioni al 7% circa e coloro che non seguono alcuna religione al 24% circa.

## Religioni presenti

### Cristianesimo
Secondo il censimento del 2011, i cattolici rappresentano il 38,7% della popolazione, i protestanti il 26,2%, della popolazione, gli ortodossi l'1,7% e i cristiani di altre denominazioni lo 0,7% della popolazione.
La Chiesa cattolica in Canada è rappresentata principalmente dalla Chiesa latina, presente con 17 arcidiocesi, 42 diocesi e un ordinariato militare. Le Chiese cattoliche di rito orientale sono presenti con una arcieparchia, 7 eparchie e 2 esarcati. 
La maggiore denominazione protestante canadese è costituita dalla Chiesa unita del Canada, che rappresenta il 6% della popolazione e riunisce metodisti, congregazionalisti e la maggioranza dei presbiteriani canadesi; segue la Chiesa anglicana del Canada, che rappresenta il 5% della popolazione. Gli altri principali gruppi protestanti presenti nel Paese sono i battisti, i luterani, i pentecostali e una minoranza di presbiteriani rimasti nella Chiesa presbiteriana del Canada. 
La Chiesa ortodossa è presente in Canada principalmente con la Chiesa greco-ortodossa, la Chiesa ortodossa russa e la Chiesa ortodossa serba. 
Fra i cristiani di altre denominazioni, sono presenti i Testimoni di Geova e la Chiesa di Gesù Cristo dei Santi degli Ultimi Giorni (i Mormoni). 

### Altre religioni
Tra le religioni non cristiane, in Canada sono presenti: l'islam, che rappresenta il 3,2% della popolazione; l'induismo, che rappresenta l'1,5% della popolazione; il sikhismo, che rappresenta l'1,4% della popolazione; il buddhismo, che rappresenta l’1,1% della popolazione; l'ebraismo, che rappresenta l'1% della popolazione. Lo 0,6% della popolazione segue altre religioni: tra queste, vi sono piccoli gruppi di bahai, giainisti, zoroastriani e seguaci della religione tradizionale cinese. Sono presenti anche due religioni neopagane, l'etenismo e il druidismo.